# Pouteria anomala
Pouteria anomala är en tvåhjärtbladig växtart som först beskrevs av João Murça Pires, och fick sitt nu gällande namn av Terence Dale Pennington. Pouteria anomala ingår i släktet Pouteria och familjen Sapotaceae. Inga underarter finns listade i Catalogue of Life.